# ソリーの聖母

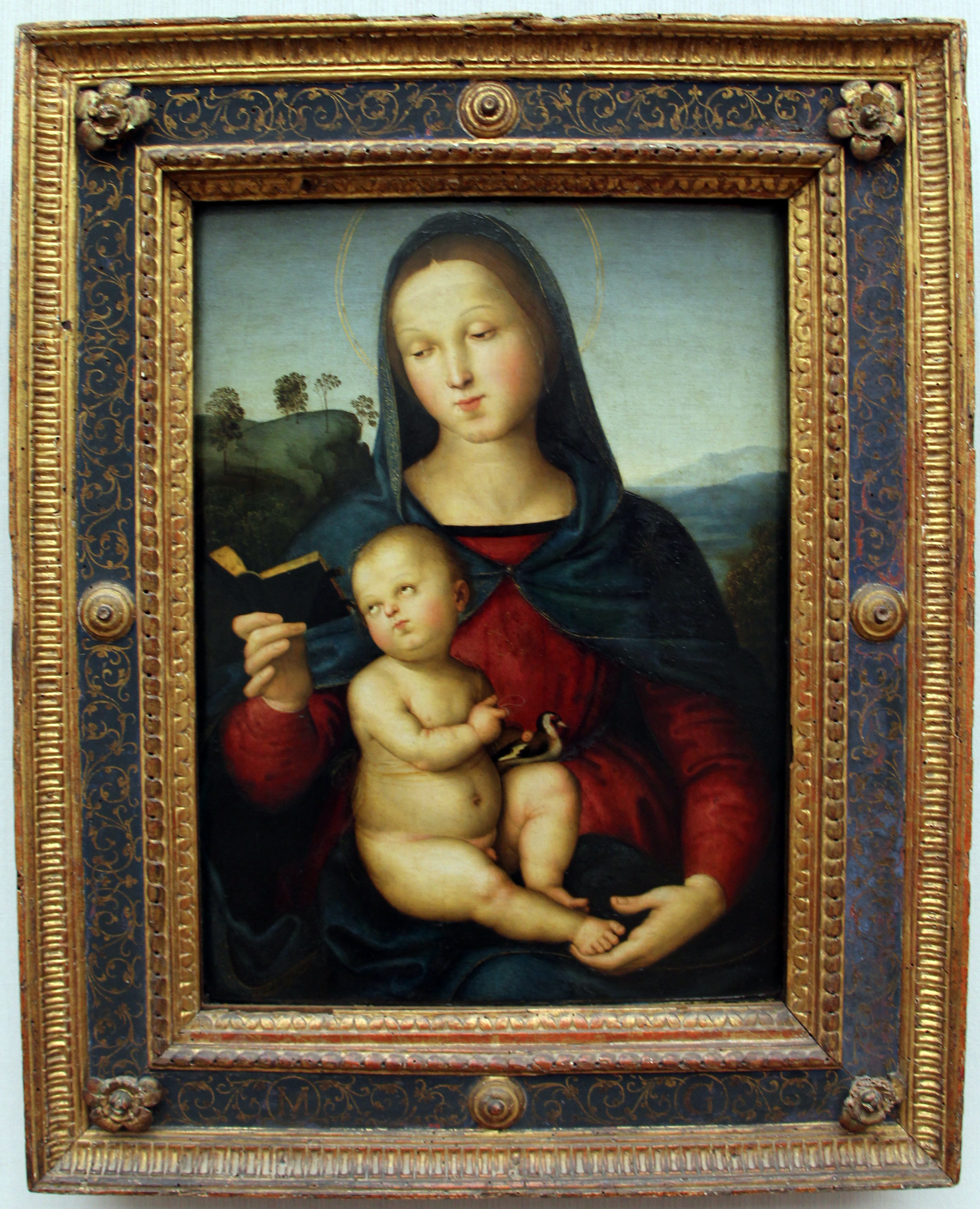
額縁。

『ソリーの聖母』（ソリーのせいぼ、伊: La Madonna Solly）として知られる『本を読む聖母子』（伊: Madonna leggente col Bambino）は、イタリアのルネサンス期の巨匠、ラファエロ・サンツィオが1500年から1502年頃に制作した絵画である。油彩。ラファエロの初期の作品。『ソリーの聖母』の名前はイギリスの銀行家で美術収集家のエドワード・ソリー（1776年–1848年）が所有したことに由来している。現在はベルリンの絵画館に収蔵されている。

## 作品
聖母マリアは裸の幼児キリストを膝の上に抱き、左手の手のひらにキリストの足を乗せながら、右手に持った本を開いて読んでいる。幼児キリストもまた紐で結ばれたゴシキヒワを握りながら本を見上げている。
『ソリーの聖母』は絵画館が所蔵するラファエロの聖母画の中で最も初期の作品で、ラファエロが師であるペルジーノの工房で働いていたときに制作された。実際に絵画はペルジーノの影響をはっきり示している。幼児キリストの見上げるポーズはフィエーゾレのサン・ドメニコ修道院のために制作された祭壇画『洗礼者聖ヨハネと聖の間の聖母子』（Madonna col Bambino in trono tra i santi Giovanni Battista e Sebastiano）や、クレモナのサンタゴスティーノ教会の『聖母子と聖ヨハネ、聖アウグスティヌス』（La Vierge à l'Enfant entre les saints Jean et Augustin）の幼児キリストの型を借用している。ペルジーノの2作品では幼児キリストのポーズと視線は隣に立つ聖人に向けられているが、1500年代のペルジーノの聖母画のいくつかはそうした聖人を欠いているにもかかわらず、幼児キリストは同じポーズを保持している。一方、ラファエロが制作した本作品においては、聖母が手に持った祈祷書で新たに動機づけられている。
ラファエロはペルジーノのウンブリア様式のなだらかな丘陵の風景の前に描かれた半身像の聖母のタイプを踏襲しているが、それにもかかわらず母と子の相互関係を描き出そうとするアプローチは新しく、ラファエロのより斬新で人間的な芸術解釈の最初の成果を示している。
幼児キリストが持っている細い紐で結ばれた鳥は、アザミと荊冠の棘を食べるゴシキヒワであり、魂を象徴しており、自身の受難と復活を指し示している。
ラファエロは本とゴシキヒワのモチーフを後の聖母子画でも繰り返している。ノートン・サイモン美術館の『本を持つ聖母子』（Madonna e bambino con il libro）、エルミタージュ美術館の『コネスタビレの聖母』（Madonna Conestabile）、同じく絵画館の『コロンナの聖母』（Colonna Madonna）では、聖母マリアは本を手に持っているか読書している。ウフィツィ美術館の『ヒワの聖母』（Madonna del cardellino）では、本作品と同様にどちらの要素も見られる。

## 来歴
ナポレオン戦争中にエドワード・ソリーが収集し、1821年に初期イタリアとフランドルの芸術作品の膨大なコレクションの一部としてプロイセンに売却された。これにより『テラヌオーヴァの聖母』（Madonna Terranuova）や『フォン・デア・ロップの聖母』（Von der Ropp Madonna）、『ディオタッレーヴィの聖母』（Madonna Diotallevi）、『コロンナの聖母』とともに、絵画館が所蔵する5つのラファエロの聖母画の１つとなった。

## ギャラリー

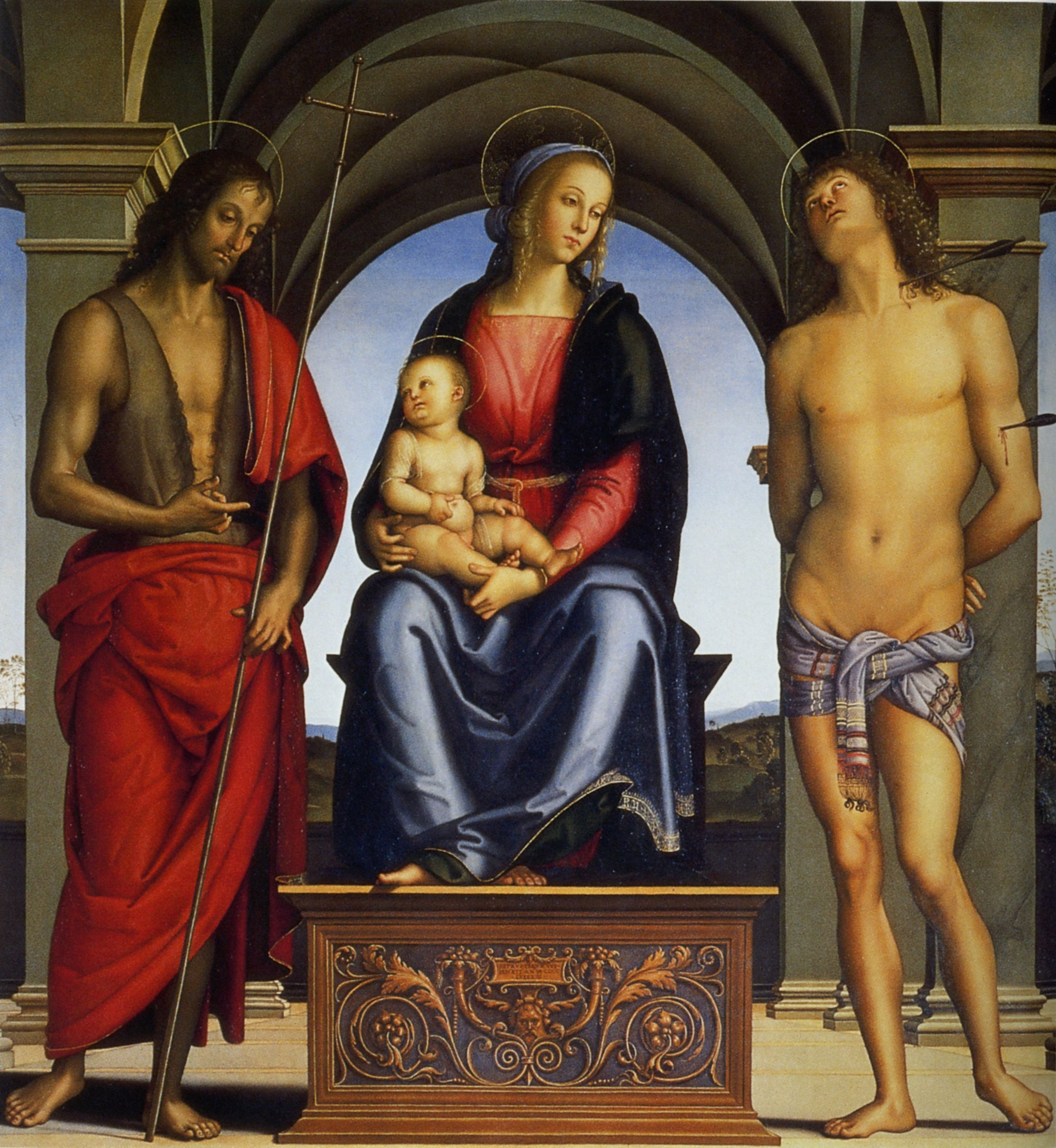
ペルジーノ『洗礼者聖ヨハネと聖の間の聖母子』ウフィツィ美術館所蔵
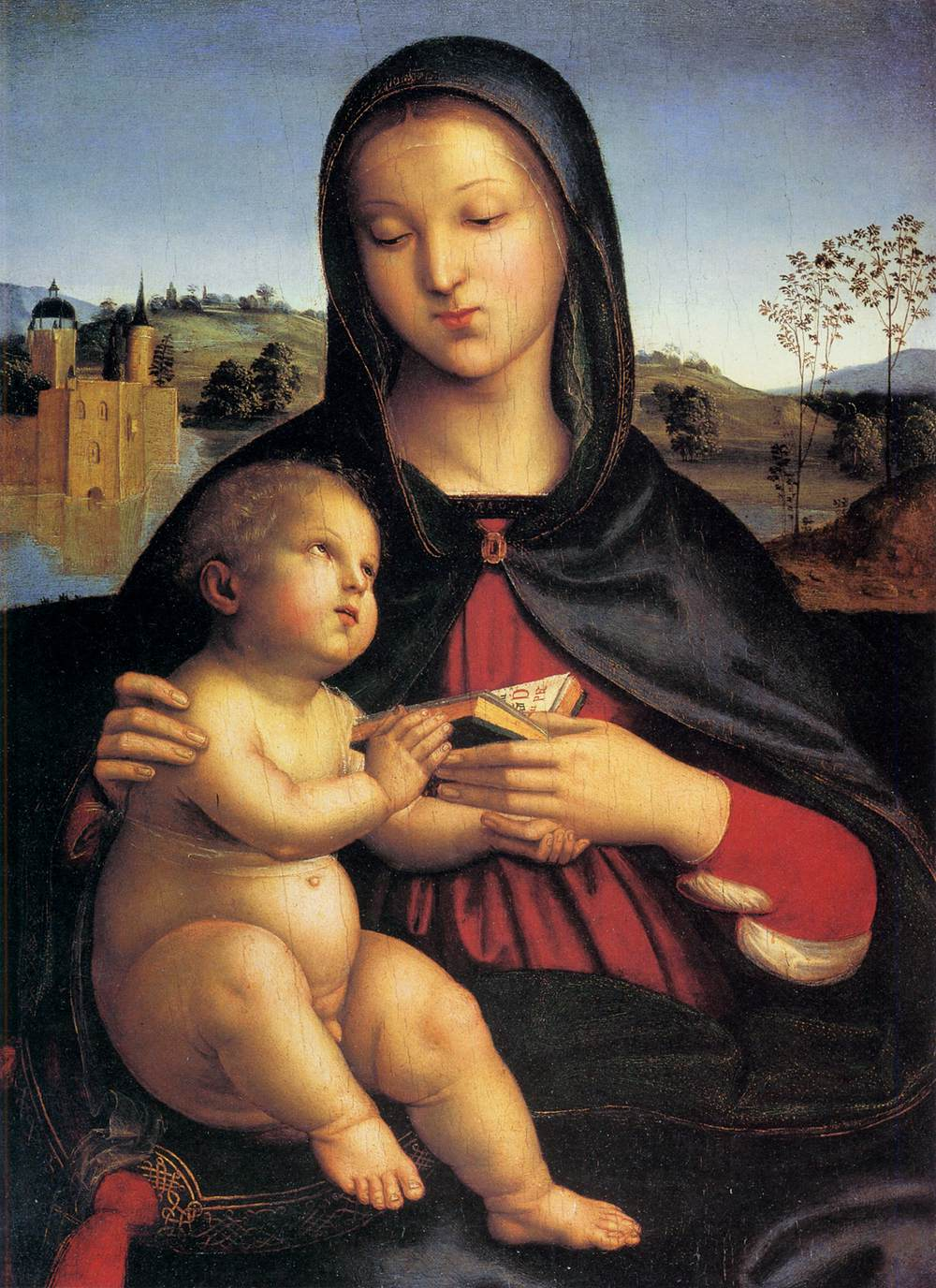
『本を持つ聖母子』1503年頃 ノートン・サイモン美術館
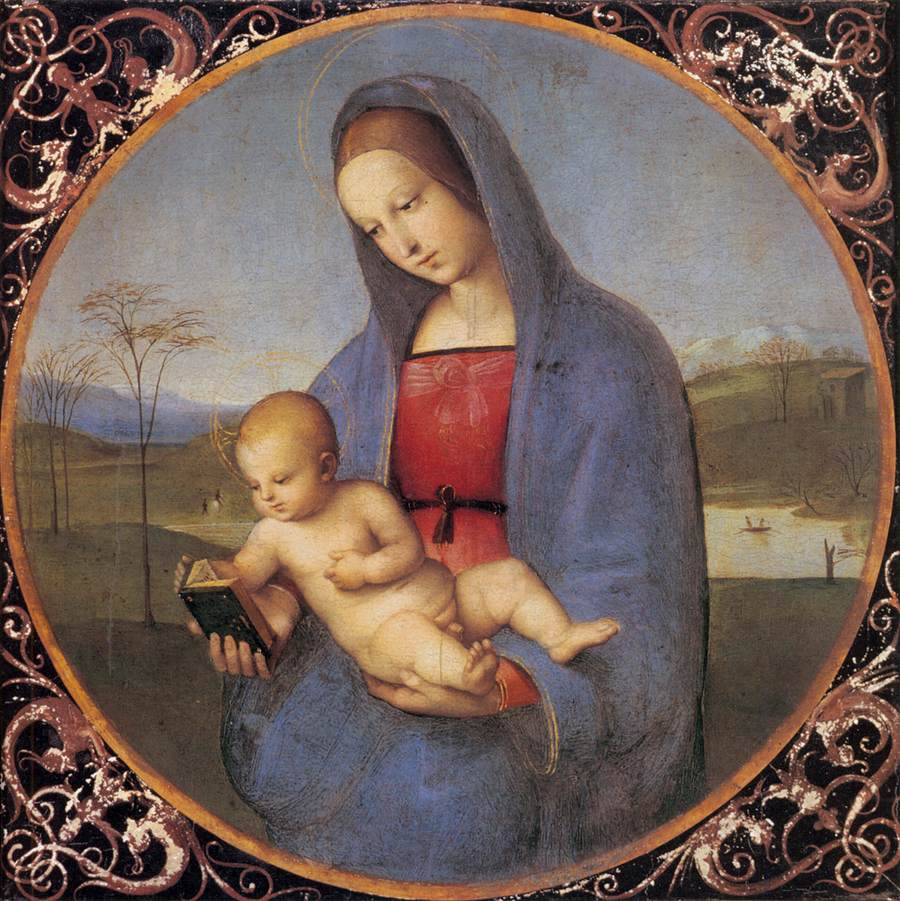
『コネスタビレの聖母』1504年頃 エルミタージュ美術館
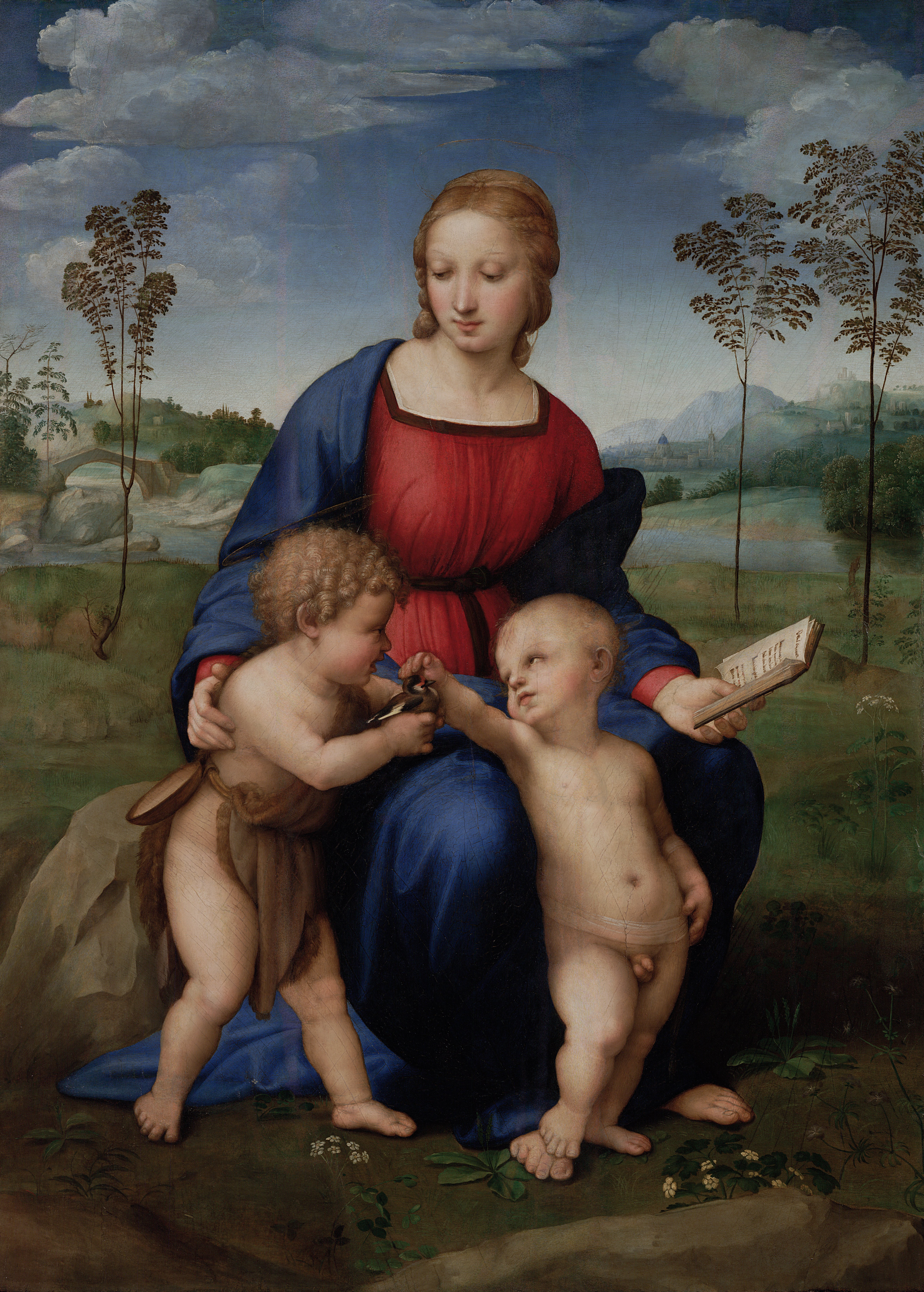
『ヒワの聖母』1505年-1506年 ウフィツィ美術館

絵画館が所蔵しているラファエロの他の聖母画

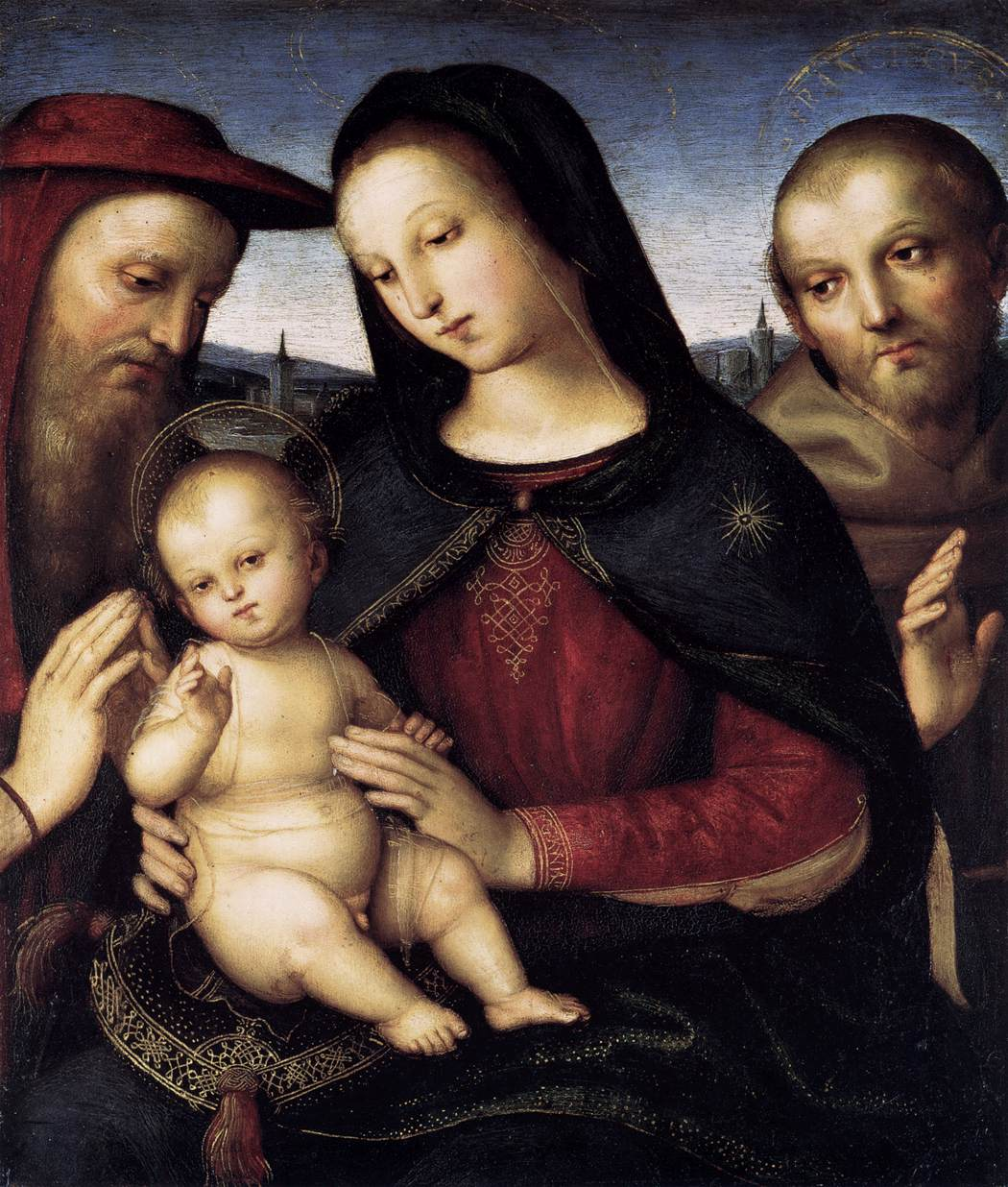
『フォン・デア・ロップの聖母』1502年頃
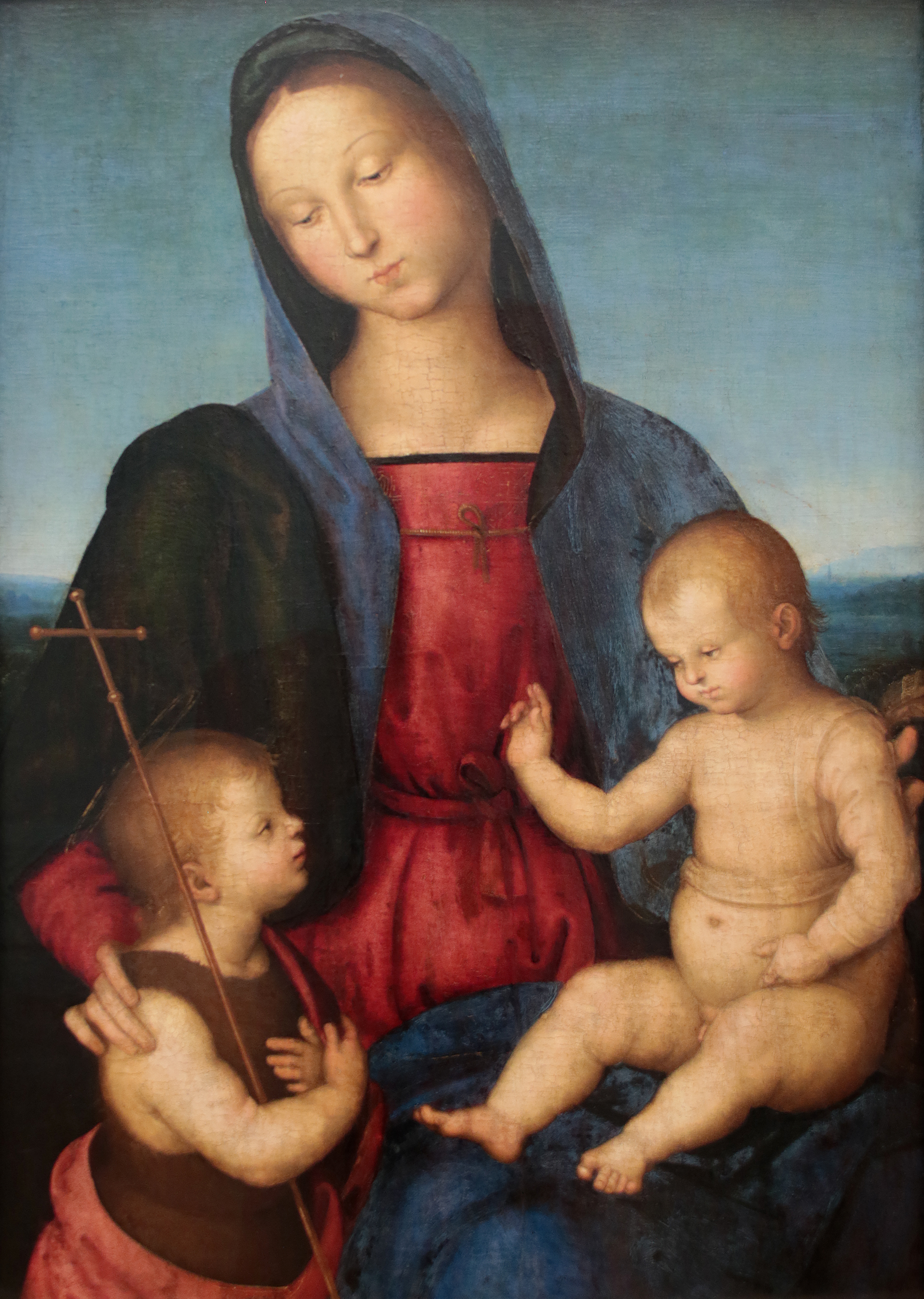
『ディオタッレーヴィの聖母』1504年頃
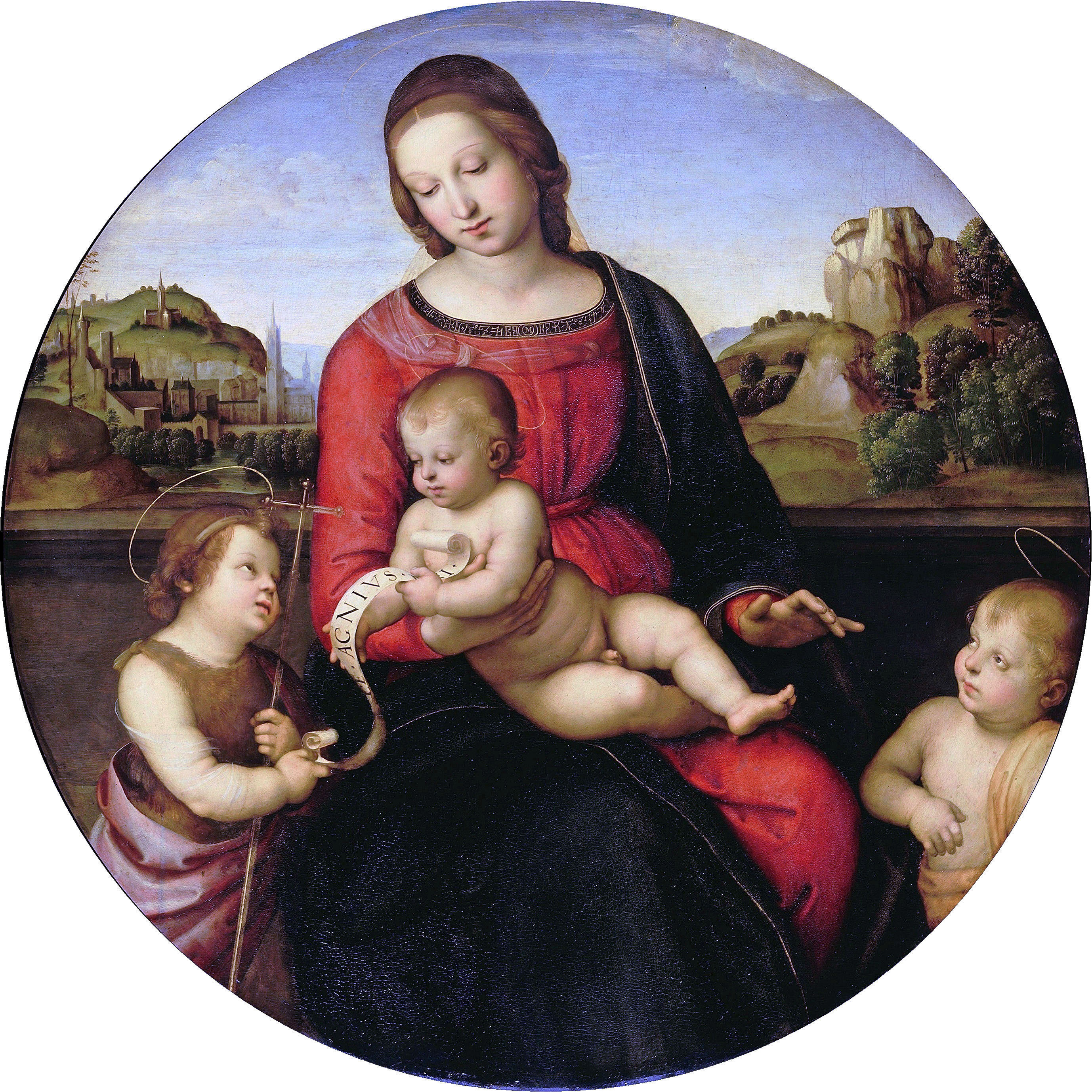
『テラヌオーヴァの聖母』1505年頃
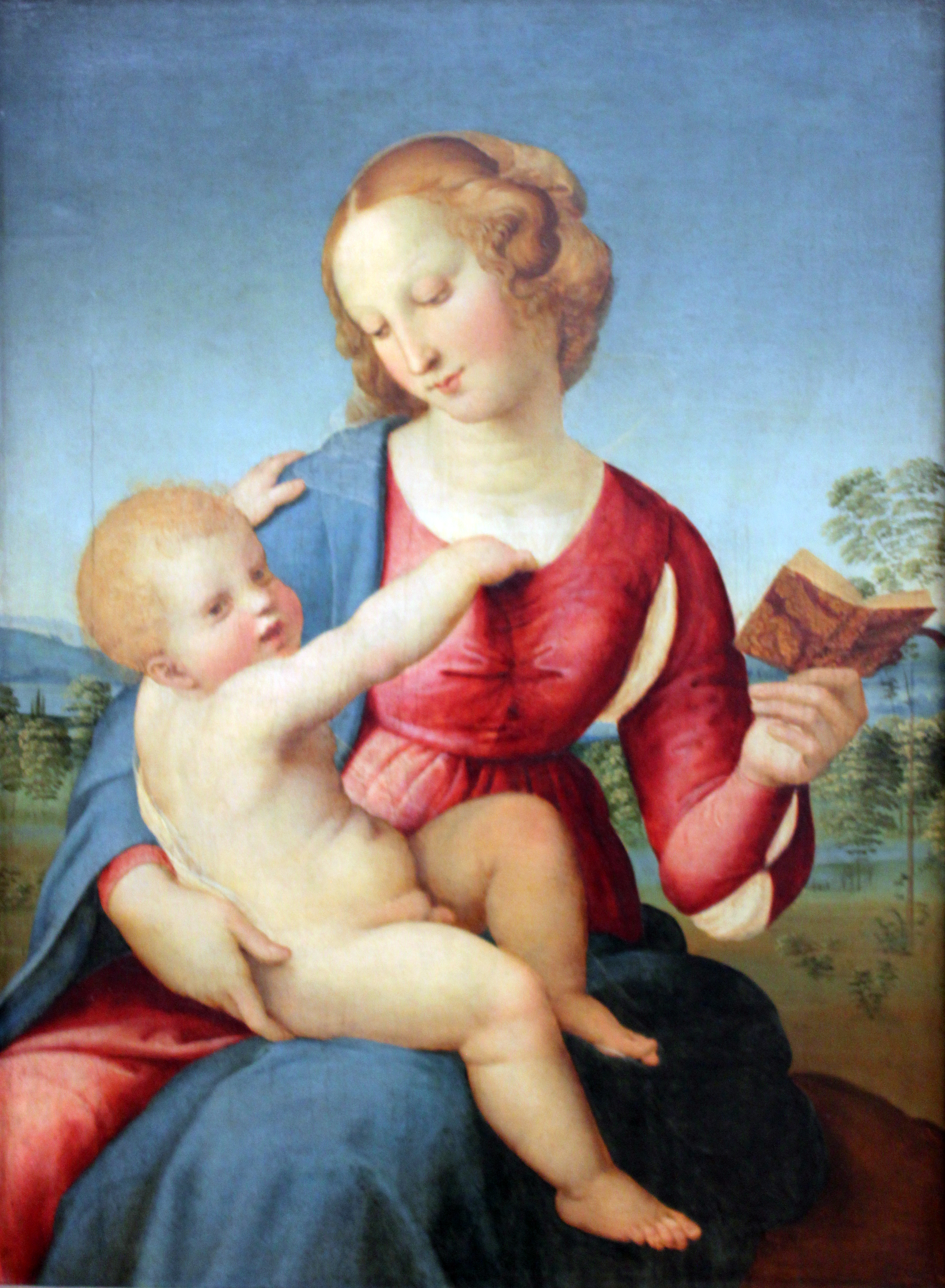
『コロンナの聖母』1507年–1508年頃